# Banaadir
Banaadir (somali: Banaadir; àrab: بنادر, Banādir; italià: Benadir) és una regió dins la República de Somàlia. El nom deriva del persa bandar (‘port’). La regió de Banaadir és la més petita del país amb 1670 km² (molt inferior a la regió històrica de Benadir) però una de les més poblades (520.000 habitants estimats el 1980 que la feien la tercera regió del país, i avui probablement amb el doble d'habitants), degut a incloure la capital Mogadiscio.

## Història

### Fins a la creació de la regió
Banaadir fou un territori administrat per una companyia italiana que va passar a l'estat italià i va formar la colònia de Benadir, després part de la Somàlia Italiana on fou part dels comissariats de Mogadiscio i del Basso Uebi-Scebeli (Baix Wadi Shabele), dos dels set comissariats que a partir de 1926 van integrar la colònia, i que a partir de 1951 es van unir per formar el districte de Benadir amb 45004 km². Aquest districte va subsistir sense canvis amb la independència el 1960, i el 1968 tenia 392.189 habitants, sent la capital Mogadishu o Mogadiscio, en somali Muqdisho. El 1982 es van crear les regions i el districte va quedar dividit administrativament en les regions de Banaadir, Shabeellaha Dhexe (‘Shabele Mitjà’) i Shabeellaha Hoose (‘Baix Shabele’ o ‘Shabele Inferior’).

### Història recent
A finals del 1990 les forces rebel·lades contra Siad Barre van entrar a Mogadiscio. Barre va fugir a Nigèria (gener de 1991) però les seves forces van mantenir la resistència un temps. A Mogadiscio una facció va proclamar president a Mohammed Ali Mahdi, mentre un altre volia proclamar a Muhammad Fara Hassan, àlies Aydid. Els dos rivals van lluitar a Mogadiscio i tota la regió el 1991 i 1992 així com a altres parts de Somàlia. Per aquesta causa la fam va fer estralls entre la població civil de Banaadir i d'altres regions.
El 9 de desembre del 1992 forces americanes i reduïts contingents d'altres països, van desembarcar a Mogadiscio com a forces de pau de l'ONU, i van tractar de capturar a Aydid per establir un govern provisional, però les forces lleials al senyor de la guerra van fer algunes emboscades i van matar primer a 24 pakistanesos del contingent militar de pau. El 3 d'octubre de 1993 en una operació de busca de Aydid es va produir la batalla de Mogadiscio, en la que cinc helicòpters americans foren abatuts i un centenar de soldats americans van morir quan van tractar de recuperar els sobrevivents o els cossos dels morts. En la batalla a més van morir 17 soldats americans i un de malai, i més de 500 somalis armats i uns 3000 o 4000 civils. Després d'això el president Bill Clinton va ordenar la retirada (1994). Les dues faccions oposades mentre van arribar a un acord (16 de gener de 1994) però la lluita es va intensificar, ja que altres senyors de la guerra volien participar en el poder a la ciutat i regió, especialment després de la retirada el 3 de març de 1995 del darrer soldat de les forces de pau.
El juny del 1995 Aydid es va declarar president i el 1996 ja controlava els barris principals de Mogadiscio i part del territori de la regió. La lluita fou intensa el 1996 i el juliol del mateix any Aydid va morir en una batalla als carrers. La lluita va continuar entre els diversos clans. El 13 de juliol de 1998 els lideres de diverses faccions (Husayn Muhammad Aydid el fill d'Aydid, Mohammad Ali Mahdi, Uthman Hasan Ali, àlies Uthman Ato, i Muhammad Qanyareh Afrah) van establir un acord de 7 punts a Muqdisho en virtut del qual es va formar l'Alt Comitè per l'administració de Banaadir dirigit per dos presidents, Husayn Muhammad Aydid i Mohammad Ali Mahdi, i dos vicepresidents, Uthman Hasan Ali, àlies Uthman Ato, y Muhammad Qanyareh Afrah. L'Alt Comitè havia de vetllar pels interessos de la regió de Banaadir i decidiria sobre tots els afers regionals inclòs promulgant lleis i dictant ordres. La regió de Banaadir va prendre força legal des del 18 de juliol de 1998 i es van obrir el port i aeroport de Mogadiscio.
Un nou acord l'agost del 2000 va establir un govern nacional de transició (interí) que en teoria havia d'assolir el poder a la major part de Somàlia però que fou ineficaç. El 5 de juny del 2003 el president interí Abdiqasim Salad Hassan va veure com el senyor de la guerra Abdinur Ahmed Darman del Partit de la República Unida de Somàlia (United Somali Republic Party) aconseguia el poder a part de Mogadiscio i vers el sud, i va acabar renunciant el 14 d'octubre del 2004 quan un nou acord va proclamar president a Abdullahi Yusuf Ahmed del Front Democràtic de Salvació de Somàlia (fundat el 1981), que va romandre exiliat a Nairobi fins al 13 de juny de 1205 i després va entrar a Somàlia però es va haver d'establir a Jowhar el 26 de juliol de 2005 i a Baidoa (on els caps dels clans que havien fet l'acord del 2000 havien establert el seu govern) el 26 de febrer de 2006. El poder major al Banaadir va romandre en mans de Darman, al front d'una aliança de senyors de la guerra formada el febrer coneguda com a Aliança per la Restauració de la Pau i contra el Terrorisme (Alliance for the Restoration of Peace and Counter-Terrorism, ARPCT), fins que el 7 de maig del 2006 va esclatar la lluita oberta amb la Unió de Corts Islàmiques de Somàlia (especialment a la zona de Sii-Sii al nord de Mogadiscio), que el 5 de juny del 2006 va assolir el poder amb el xeic Sharif Ahmed i el 24 de juny de 2006 fou proclamat el xeic Hassan Dahir Aweys, per les Corts Islàmiques Supremes de Somàlia, que havia substituir la Unió de Corts islàmiques de Somàlia.
El 25 de desembre de 2006 els etíops van bombardejar l'aeroport de Mogadiscio; avançant des d'Etiòpia les forces d'aquest país aliades al Govern Federal de Transició amb seu a Baidoa, van avançar ràpidament i van assetjar Mogadiscio el 27 de desembre. Les corts van abandonar la ciutat. El dia 28 les milícies que es declaraven lleials al govern de transició ja tenien el control de la ciutat. Els islamistes van contraatacar el gener del 2007 a Mogadiscio atacant als etíops i les milícies aliades. La lluita es va reprendre el març i a finals de mes es combatia en alguns barris. De moment amb el suport etíop el govern federal manté el control de la ciutat i part de la regió (tot i que el president no és a la ciutat).

## Llocs de la regió
- Afaax	(pou)
- Bananca Aos Gab	(comarca)
- Caddey
- Ceel Dheere	(pou)
- Ceel Labagoodle	(pou)
- Ceel Wareego	(pou)
- Ceel Cifrid	(pou)
- Colomat
- Dabandoob
- Dacay	(comarca)
- El Calo 	(pou)
- Futuua	(pou)
- Garas Balley
- Godomei
- Guddo
- Masaajid Cali Guduud
- Mogadiscio
- Nimoow
- Qundoow	(pou)
- Raas Hokta	(cap)
- Ras Sif	(cap)
- Scidle
- Xariim Xumaas Bar	(illa)
- Xirkadheere	(pou)